# Stefan Smolnik
Stefan Smolnik (* 23. September 1970 in Bielefeld) ist ein deutscher Informatiker.

## Leben
Von 1990 bis 1998 studierte er Informatik an der Universität Paderborn. Von 1998 bis 2004 war er wissenschaftlicher Mitarbeiter am Groupware Competence Center (GCC) an der Universität Paderborn. Von 1998 bis 2005 absolvierte er die Promotion bei Ludwig Nastansky am Groupware Competence Center (GCC) in Paderborn (Thema: Wissensmanagement mit Topic Maps in kollaborativen Umgebungen – Identifikation, Explikation und Visualisierung von semantischen Netzwerken in organisationalen Gedächtnissen). 2000 war er Gastdozent an der Çukurova Üniversitesi. 2003 forschte er als Gastwissenschaftler am Institut für Wirtschaftsinformatik an der Universität St. Gallen. Von 2005 bis 2008 war er Postdoc am Institute of Research on Information Systems an der EBS Business School. 2010 erfolgte die positive Zwischenevaluierung im Rahmen der Juniorprofessur an der EBS Business School. Von 2005 bis 2008 war er Forschungsdirektor und Projektmanager am Institute of Research on Information Systems an der EBS Business School. Von 2008 bis 2013 lehrte er als Juniorprofessor an der EBS Business School. 2009 forschte er als Gastwissenschaftler an der Joseph M. Katz Graduate School of Business, University of Pittsburgh. Von 2012 bis 2013 leitete er das Institute of Research on Information Systems an der EBS Business School. Seit 2013 lehrt er als Universitätsprofessor an der FernUniversität in Hagen und ist dort seit 2022 Prorektor für Forschung und Digitalisierung.

## Schriften (Auswahl)
- Wissensmanagement mit topic maps in kollaborativen Umgebungen. Identifikation, Explikation und Visualisierung von semantischen Netzwerken in organisationalen Gedächtnissen. Aachen 2006, ISBN 3-8322-4494-8.